# Ion Caras
Ion Caras, ros. Иван Степанович Карас, Iwan Stiepanowicz Karas (ur. 11 września 1950 w Mołdawskiej SRR) – mołdawski piłkarz, grający na pozycji obrońcy, trener piłkarski.

## Kariera piłkarska

### Kariera klubowa
W latach 1971–1986 występował w Nistru Kiszyniów. Wcześniej w klubach Aerofłot Irkuck i Speranța Drokia.

## Kariera trenerska
W 1990 pracując na stanowisku kierownika zespołu Tighina-Apoel Bendery awansował z drużyną do Drugiej ligi ZSRR. W 1991 już trenował Zimbru Kiszyniów i prowadził z przerwą reprezentację Mołdawii. Następnie trenował takie kluby jak Constructorul Kiszyniów, Agro-Goliador Kiszyniów, Nistru Otaci, Sporting USM Kiszyniów i Politehnica Kiszyniów. W czerwcu 2008 został zaproszony na stanowisko głównego trenera Zimbru Kiszyniów. Jednak po nieudanych wynikach w kwietniu 2009 został zwolniony.

## Sukcesy i odznaczenia

### Sukcesy klubowe
- wicemistrz ZSRR: 1973, 1982

### Odznaczenia
- tytuł Mistrza Sportu ZSRR: 1983